# Calcio storico fiorentino

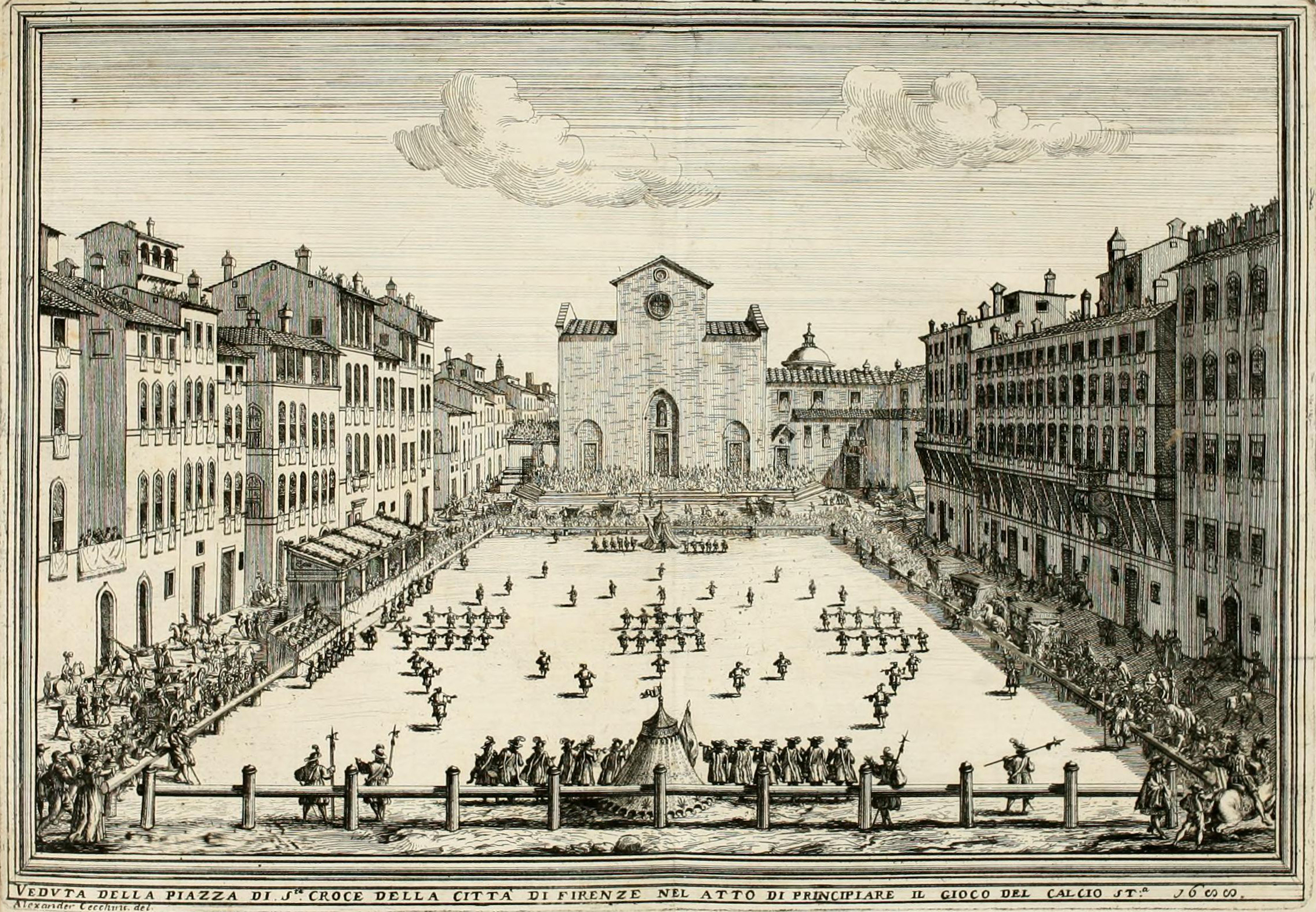
Calcio storico, 1688

Calcio fiorentino, também conhecido como calcio storico ("futebol histórico"), é uma forma antiga de futebol e rúgbi que se originou na Itália no século XVI.

## História
Uma vez amplamente jogado, considera-se que o esporte tenha começado na Piazza Santa Croce, em Florença.  Lá ficou conhecido como o giuoco del calcio fiorentino ("jogo de chute florentino") ou simplesmente calcio. O jogo pode ter começado como um renascimento do esporte romano harpasto.

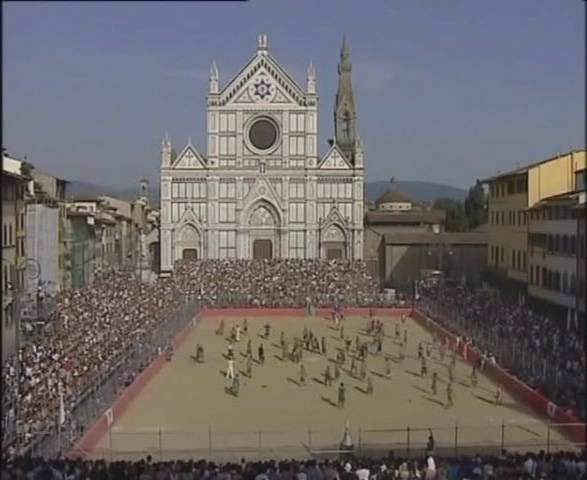
Campo na Piazza Santa Croce.

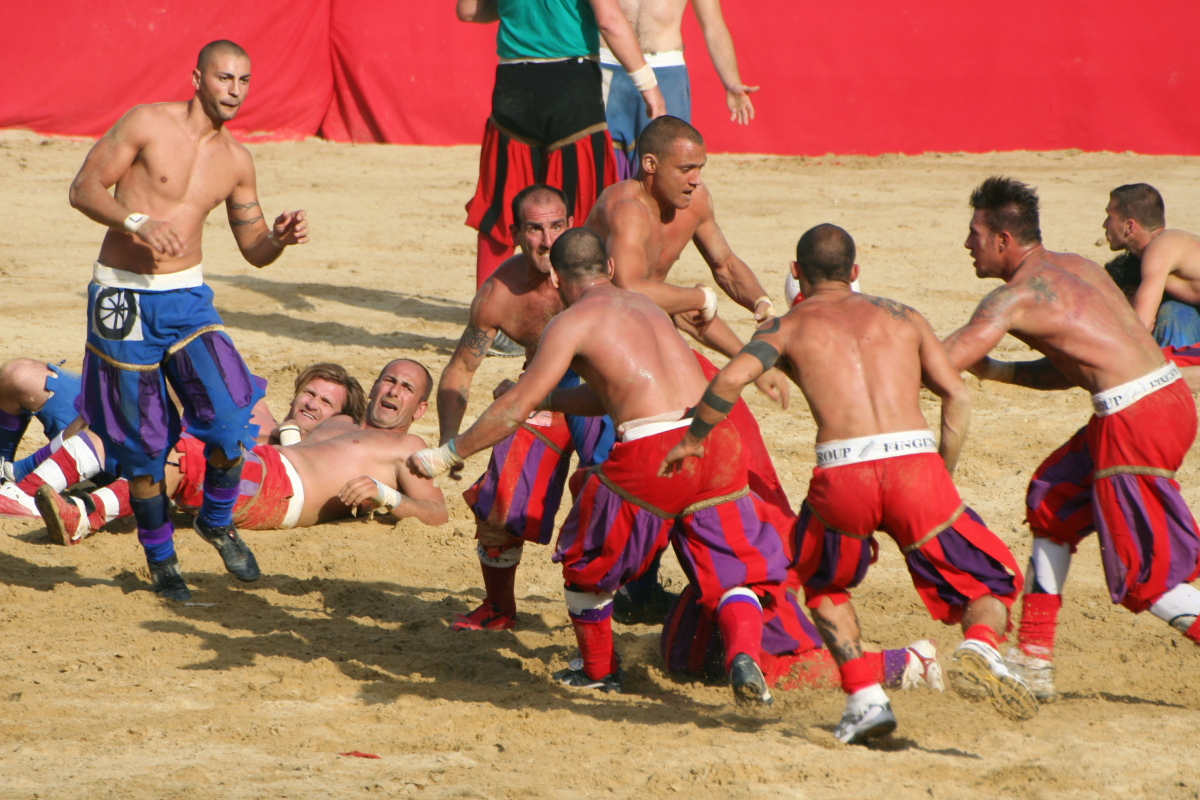
Jogo entre Azzurri e Rossi em 2008.

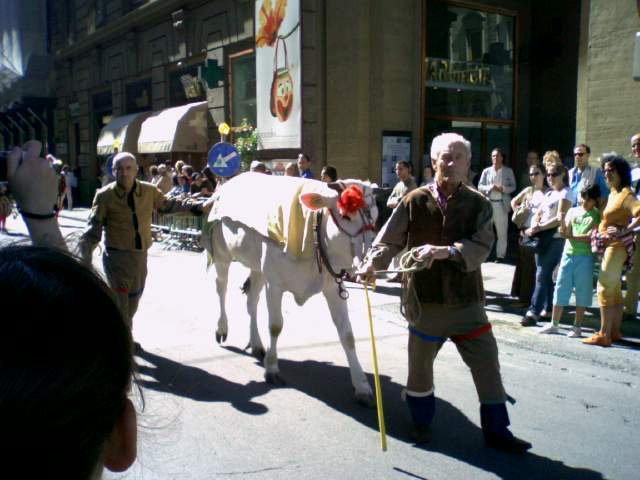
Ex-primeiro prêmio do palio, um bezerro chianina

O interesse pelo Calcio diminuiu no início do século XVII. No entanto, em 1930, foi reorganizado como um jogo no Reino da Itália, sob Benito Mussolini. Foi amplamente praticado por amadores em ruas e praças usando bolas artesanais de pano ou pele de animal. Hoje, três partidas são disputadas todos os anos na Piazza Santa Croce, em Florença, na terceira semana de junho. Uma equipe de cada quarteirão da cidade é representada:
- Santa Croce / Azzurri (azuis)
- Santa Maria Novella / Rossi (vermelhos)
- Santo Spirito / Bianchi (brancos)
- San Giovanni / Verdi (verdes)

Depois de se enfrentarem em dois jogos de abertura, os dois vencedores chegam à final anual em 24 de junho, mais conhecida como San Giovanni ( São João ), o padroeiro de Florença.  Durante décadas, este combate violento resultou em ferimentos graves, incluindo a morte.  Durante as primeiras décadas, a fim de encorajar as apostas e conseguir um vencedor que pudesse ser apostado, havia momentos em que os touros seriam introduzidos no ringue na esperança de adicionar confusão e incitar a vitória.  A versão moderna do calcio não mudou muito de suas raízes históricas, o que permite táticas como dar cabeçadas, socos, cotoveladas e asfixia. No entanto, devido a lesões muitas vezes fatais, socos e pontapés na cabeça são atualmente proibidos. Também é proibido para mais de um jogador atacar um adversário.  Qualquer violação leva a ser expulso do jogo.
O Calcio era reservado a ricos aristocratas que jogavam todas as noites entre a Epifania e a Quaresma.  Mesmo papas, como Clemente VII , Leão XI e Urbano VIII, jogaram o esporte na Cidade do Vaticano.  Os jogos podem ficar violentos quando as equipes competem para marcar gols.  Uma variação de Calcio Fiorentino provavelmente foi jogada no século XV, assim como uma partida foi organizada no rio Arno em 1490, notável como um dia tão frio que as águas estavam completamente congeladas.  Em outra ocasião famosa, a cidade de Florença realizou uma partida em 17 de fevereiro de 1530, desafiando as tropas imperiais enviadas por Carlos V, enquanto a cidade estava sitiada. Em 1574, Henrique III da França participou de um jogo de "combate em ponte" - em sua homenagem durante uma visita a Veneza. O rei está registrado dizendo: "Muito pequeno para ser uma guerra real e cruel demais para ser um jogo".

## Regras
Os jogos duram 50 minutos e são jogados em um campo de areia, aproximadamente 80 x 40 metros. Uma linha branca divide o campo em dois quadrados idênticos e uma rede de meta na largura das duas extremidades opostas uma a outra.
Cada equipe tem 27 jogadores e nenhuma substituição é permitida para jogadores lesionados ou expulsos. As equipas são compostas por quatro Datori indietro (guarda-redes), 3 Datori innanzi (zagueiros), 5 Sconciatori (zagueiros), e 15 Innanzi ou Corridori (atacantes). A tenda do capitão com o estandarte senta-se no centro da rede do gol. Eles não participam ativamente do jogo, mas podem organizar suas equipes e ocasionalmente atuar como árbitros, principalmente para acalmar seus jogadores ou parar as lutas.
O árbitro e os seis bandeirinhas oficializam o jogo em colaboração com o juiz-comissário, que permanece fora de campo. O árbitro, acima de todos os outros, é o Mestre do Campo, e é responsável por garantir que o jogo corra bem, entrando em campo apenas para manter a disciplina e restabelecer a ordem quando ocorrem as lutas.
Um pequeno tiro de canhão anuncia o início do evento. O jogo começa quando o Pallaio (árbitro) arremessa e chuta a bola em direção à linha central, em seguida, ao primeiro apito, quando a bola repousa no campo, 15 atacantes ou corredores começam a lutar, socando, chutando, dando rasteiras, atacando e combatendo uns aos outros em um esforço destinado a cansar as defesas dos adversários, mas que muitas vezes acaba em uma briga total. Eles tentam fixar e forçar a submissão do maior número possível de jogadores. Uma vez que há jogadores incapacitados o suficiente, os outros companheiros de equipe vêm com a bola e seguem para o gol.